# ویلیام سی. فیزل
ویلیام سی. فیزل (به انگلیسی: William C. Feazel) سناتور سابق عضو حزب دموکرات ایالات متحده آمریکا بود. وی در سال ۱۹۴۸ میلادی سناتور ایالت لوئیزیانا در سنای ایالات متحده آمریکا بود.